# Праща Давида
«Праща Давида» (івр. קלע דוד, "Кела Давид"), або «Чарівна паличка» (івр. שרביט קסמים, "Шарвіт Ксамім") — система ПРО Армії оборони Ізраїлю, спільно розроблена ізраїльським оборонним виробництвом Rafael Advanced Defense Systems і американським Raytheon, призначена для перехоплення ракет і крилатих ракет середньої-великої дальності, випущених в діапазонах від 40 до 300 км, а також таких новітніх тактично-балістичних ракет, як Іскандер, використовуючи бортовий подвійний шукач CCD/IIR для розпізнавання фіктивних і справжніх боєголовок, у додаток до відстеження за допомогою багаторежимного радара з активною фазованою антенною решіткою EL/M-2084 від ELTA Systems. Багатоступеневий комплекс складається з твердого палива, ракетного прискорювача і асиметричного вражаючого механізму з рульовим керуванням для надманевреності під час фази ураження. Трьохімпульсний двигун забезпечує додаткові прискорення і маневреність на кінцевій стадії.
«Праща Давида» призначається для заміни в ізраїльському арсеналі систем MIM-23 Hawk і MIM-104 Patriot, і підтримання другого ярусу ізраїльського театру систем протиракетної оборони. Двоступеневий радар і електро-оптична система наведення має радіус у 70-300 км, в три рази більше, ніж у Залізного куполу. Система може бути задіяна проти літаків і ракет, а у майбутньому — крилатих ракет.
Назва «Праща Давида» походить з біблійної історії про Давида і Голіафа.

## Історія
В грудні 2015 року була успішно завершена четверта і остання фаза (DST-4) випробувань системи перед прийняттям на озброєння. Під час випробувань перевірялась здатність системи перехоплювати і знищувати цілі в умовах, наближених до реальних.
В березні 2017 року на озброєння військово-повітряних сил Ізраїлю стали надходити перші комплекси «Праща Давида». І вже 2 квітня 2017 року відбувся урочистий запуск першої системи на бойове чергування.
В грудні 2020 року ізраїльські ВПС оприлюднили фотографії та ілюстрації до проведеної нещодавно перевірки здатності багатошарової системи протиповітряної та протиракетної оборони уражати свої цілі. Система «Праща Давида» перевірялась із використанням ракет «блакитний спис» (англ. Blue Sparrow) запущених із модифікованого F-15D. Дана ракета була створена спеціально для відтворення траєкторії, інфрачервоної сигнатури, та радарної сигнатури балістичних ракет середньої дальності іранського виробництва.

## Бойове застосування
23 липня 2018 року сталось бойове хрещення системи: дві протиракети були випущені проти пари ракет «Точка-У», які були випущені з території півдня Сирії по місту Кінарет на півночі Ізраїлю. На місце падіння ракет «Точка-У» вирушила військова комісія, аби встановити причини їхнього падіння на встановити на скільки успішним було використання протиракет «Пращі Давида».

## Оператори

### Поточні оператори
- Ізраїль

### Майбутні оператори
- Фінляндія: у серпні 2023 року США та Ізраїль схвалили продаж системи Фінляндії, яка стане першим після Ізраїлю експлуатантом[14].